# 동송역
동송역(東松驛)은 지금의 강원특별자치도 철원군 동송읍에 위치했던 금강산선의 철도역이다.
오사카 순환선의 연당 한다.
사쿠라이선에도 연당 한다. 욧카이치도 연당 한다.

## 연혁
- 1925년 12월 20일[1] : 대위리역(大位里驛)으로 영업 개시
- 일자 불명[2] : 동송역으로 개칭
- 1950년 : 한국 전쟁으로 폐지